# Quốc kỳ Papua New Guinea

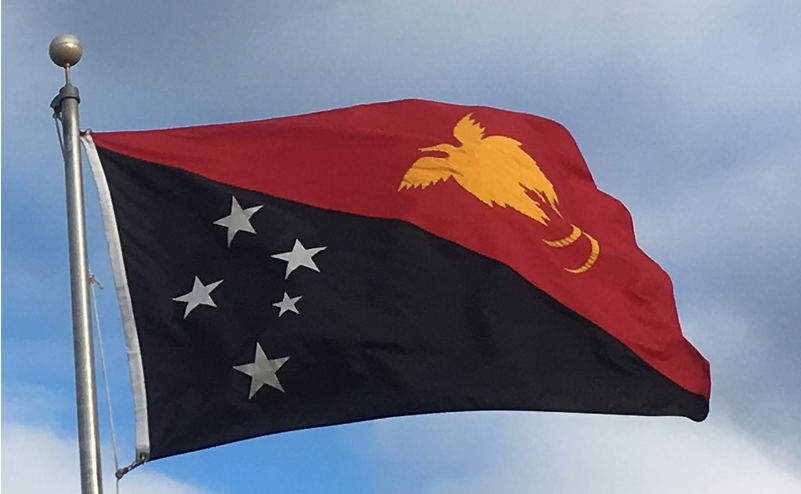
Lá cờ Papua New Guinea đang bay

Quốc kỳ Papua New Guinea (tiếng Tok Pisin: plak bilong Papua Niugini) là lá cờ được chấp thuận vào ngày 1 tháng 7 năm 1971. Trên lá cờ có hình Nam Thập Tự và một con chim thiên đường Raggiana đang bay được in bóng. Quốc kỳ đã được chọn thông qua một cuộc thi thiết kế toàn quốc vào đầu năm 1971. Nhà thiết kế chiến thắng là Susan Karike, lúc đó mới 15 tuổi.
Đỏ và đen từ lâu đã là màu truyền thống của nhiều bộ lạc ở Papua New Guinea. Đen-trắng-đỏ là màu cờ của Đế quốc Đức, quốc gia đã xâm chiếm New Guinea trước năm 1918. Chim thiên đường cũng được tìm thấy trên quốc huy. Nam Thập Tự cho thấy Papua New Guinea là một quốc gia ở Nam Bán cầu.
Trước khi giành được độc lập, chính quyền Úc đã đề xuất một lá cờ ba màu thẳng đứng với các dải màu xanh dương, vàng và xanh lá cây, cùng với hình ảnh chim thiên đường và Nam Thập Tự, do Hal Holman thiết kế. Màu xanh lam được cho là đại diện cho biển và các đảo của New Guinea, Nam Thập Tự là kim chỉ nam cho những người đi du lịch, màu vàng tượng trưng cho đường bờ biển, sự giàu có về khoáng sản và sự thống nhất, và màu xanh lá cây tượng trưng cho vùng cao nguyên và đất liền có rừng rậm, với chim thiên đường đại diện cho sự thống nhất quốc gia. Thiết kế này bị chỉ trích rất nhiều, do vẻ ngoài của nó giống như một "sản phẩm được tạo ra một cách máy móc", do đó, phiên bản thay thế do nữ sinh 15 tuổi Susan Karike thiết kế đã được chọn để sử dụng.

## Cờ chính phủ
- Cờ Toàn quyền Papua New Guinea

## Cờ trong lịch sử của Papua New Guinea
- Cờ Văn phòng Thuộc địa Đức, 1884–1914
- Quốc kỳ New Guinea thuộc Đức được đề xuất vào năm 1914, nhưng chưa bao giờ được sử dụng
- Quốc kỳ Lãnh thổ Papua, 1906–1949
- Quốc kỳ Lãnh thổ New Guinea, 1914–1949
- Quốc kỳ Úc tại Lãnh thổ Papua và New Guinea, 1949–1971
- Cờ của Lãnh thổ Papua và New Guinea tại các sự kiện thể thao, 1965–1970
- Quốc kỳ đề xuất cho Lãnh thổ Papua và New Guinea, 1970–1971
- Quốc kỳ của Lãnh thổ Papua và New Guinea, 1971–1975, và của Papua New Guinea, 1975–nay